# Virató
Un virató o una vira és una sageta prima que sembla a la sageta, amb la diferència que té la secció del cos quadrangular i això permet de recolzar-la sobre el cos de la ballesta, que és l'arma que el dispara.